# Volare Airlines Ukraine
Volare Airlines Ukraine — колишня українська авіакомпанія зі штаб-квартирою в Києві, що існувала у 1994—2009 роках. Базові аеропорти — «Бориспіль» та «Рівне» Авіакомпанія принила своє існування через проблеми з безпекою у 2009ому році. До того ж, авіакомпанія була в чорному списку ЄС.

## Флот
- 6 Ан-12
- 3 Іл-76.[1]